# Еусебіо Кастільяно
Еусебіо Кастільяно (італ. Eusebio Castigliano, нар. 9 лютого 1921, Верчеллі — пом. 4 травня 1949, Суперга) — італійський футболіст, півзахисник.
Насамперед відомий виступами за клуб «Торіно», а також національну збірну Італії. Разом з партнерами по туринській команді трагічно загинув в авіаційній катастрофі на горі Суперга 4 травня 1949 року.
Чотириразовий чемпіон Італії.

## Клубна кар'єра
У дорослому футболі дебютував 1939 року виступами за команду клубу «Про Верчеллі», в якій провів два сезони, взявши участь у 28 матчах чемпіонату.
Згодом з 1941 по 1944 рік грав у складі команд клубів «Спеція» та «Б'єллезе».
1945 року приєднався до найсильнішого на той час італійського клубу «Торіно», за який встиг відіграти чотири сезони. Більшість часу, проведеного у складі «Торіно», був основним гравцем команди. За цей час виборов чотири титули чемпіона Італії.
Свій останній, четвертий, титул чемпіона Італії в сезоні 1948–49 Кастільяно отримав вже посмертно — 4 травня 1949 року команда трагічно загинула в авіакатастрофі на горі Суперга неподалік Турина. До кінця першості лишалося 4 тури, «Торіно» очолював турнірну таблицю, і всі загиблі гравці клубу посмертно отримали чемпіонський титул після того, як гравці молодіжної команди клубу, що догравали сезон в Серії A, виграли в усіх чотирьох останніх матчах першості. Варто зазначити, що їх суперники («Дженоа», «Палермо», «Сампдорія» та «Фіорентина») у цих матчах з поваги до загиблих чемпіонів також виставляли на поле молодіжні склади своїх клубів.

## Виступи за збірну
1945 року дебютував в офіційних матчах у складі національної збірної Італії. Протягом кар'єри у національній команді, яка протривала 5 років, встиг провести у формі головної команди країни лише 7 матчів, забивши 1 гол.

## Титули і досягнення
- Чемпіон Італії (4):

«Торіно»: 1945–46, 1946–47, 1947–48, 1948–49